# Campionati europei di pugilato dilettanti 2015
I Campionati europei di pugilato dilettanti maschili 2015 si sono svolti a Samokov, in Bulgaria, dall'8 al 15 agosto 2015. È stata la 41ª edizione della competizione biennale organizzata dall'organismo di governo europeo del pugilato dilettantistico, EUBC.

## Calendario
La tabella sottostante riporta il calendario delle competizioni.
| Agosto | 7 | 8 | 9 | 10 | 11 | 12 | 13 | 14 | 15 |
| ------ | - | - | - | -- | -- | -- | -- | -- | -- |
|        | C |   |   |    |    | QF |    | SF | F  |

|  | Cerimonia di apertura |  | Preliminari, quarti, semifinali |  | FINALI |

## Podi
| Categoria                   | Oro                | Argento          | Bronzo                               |
| Pesi mosca leggeri (kg 49)  | Vasilij Egorov     | Harvey Horn      | Tinko Banabakov Rufat Huseynov       |
| Pesi mosca (kg 52)          | Daniel Asenov      | Muhammad Ali     | Nándor Csóka José Kelvin de la Nieve |
| Pesi gallo (kg 56)          | Michael Conlon     | Qais Ashfaq      | Francesco Maietta Aram Avagyan       |
| Pesi leggeri (kg 60)        | Joseph Cordina     | Otar Eranosyan   | Enrico Lacruz Elian Dimitrov         |
| Pesi superleggeri (kg 64)   | Vitalij Dunajcev   | Pat McCormack    | Dean Walsh Evaldas Petrauskas        |
| Pesi welter (kg 69)         | Eimantas Stanionis | Pavel Kastramin  | Clarence Boyeram Youba Sissokho      |
| Pesi medi (kg 75)           | Pëtr Chamukov      | Tomasz Jabłoński | Zaal Kvachatadze Salvatore Cavallaro |
| Pesi mediomassimi (kg 81)   | Joe Ward           | Peter Mullenberg | Hrvoje Šep Joshua Buatsi             |
| Pesi massimi (kg 91)        | Evgenij Tiščenko   | Igor Jakubowski  | Tervel Pulev Nikolajs Grišuņins      |
| Pesi supermassimi (kg 91 +) | Filip Hrgović      | Florian Schulz   | Mihai Nistor Petar Belberov          |

## Medagliere
| Pos.   | Paese         | Oro | Argento | Bronzo | Totale |
| ------ | ------------- | --- | ------- | ------ | ------ |
| 1      | Russia        | 4   | 0       | 0      | 4      |
| 2      | Irlanda       | 2   | 0       | 1      | 3      |
| 3      | Gran Bretagna | 1   | 4       | 1      | 6      |
| 4      | Bulgaria      | 1   | 0       | 4      | 5      |
| 5      | Croazia       | 1   | 0       | 1      | 2      |
| 5      | Lituania      | 1   | 0       | 1      | 2      |
| 7      | Polonia       | 0   | 2       | 0      | 2      |
| 8      | Georgia       | 0   | 1       | 1      | 2      |
| 8      | Paesi Bassi   | 0   | 1       | 1      | 2      |
| 10     | Bielorussia   | 0   | 1       | 0      | 1      |
| 10     | Germania      | 0   | 1       | 0      | 1      |
| 12     | Italia        | 0   | 0       | 2      | 2      |
| 12     | Spagna        | 0   | 0       | 2      | 2      |
| 14     | Armenia       | 0   | 0       | 1      | 1      |
| 14     | Azerbaigian   | 0   | 0       | 1      | 1      |
| 14     | Lettonia      | 0   | 0       | 1      | 1      |
| 14     | Romania       | 0   | 0       | 1      | 1      |
| 14     | Svezia        | 0   | 0       | 1      | 1      |
| 14     | Ungheria      | 0   | 0       | 1      | 1      |
| Totale | Totale        | 10  | 10      | 20     | 40     |